# Neapeljski zaliv
Neapeljski zaliv je 16 kilometrov širok zaliv, ki se nahaja na zahodni obali Italije (pokrajina Napoli, v regiji Kampanija). Na zahodu se odpira v Tirensko morje. Na severu ležita mesti Neapelj in Pozzuoli, na vzhodu ognjenik Vezuv na jugu pa Sorrentski polotok in glavno mesto polotoka Sorrento. Polotok ločuje Neapeljski zaliv od Salernskega.
V zalivu se nahajajo otoki Capri, Ischia in Procida. Območje je pomembna turistična destinacija. Tam se nahajajo tudi Pompeji in Herkulanej. Obe mesti sta bili uničeni ob vulkanskem izbruhu.